# توقيت شرق إفريقيا
|  | ت ع م−01:00 | توقيت الرأس الأخضر                                                                |
|  | ت ع م±00:00 | توقيت غرب أوروبا، توقيت غرينيتش                                                   |
|  | ت ع م+01:00 | توقيت وسط أوروبا، توقيت غرب إفريقيا، توقيت غرب أوروبا الصيفي                      |
|  | ت ع م+02:00 | توقيت شرق أوروبا، توقيت وسط إفريقيا، توقيت غرب إفريقيا الصيفي، توقيت جنوب إفريقيا |
|  | ت ع م+03:00 | التوقيت العربي القياسي، توقيت شرق إفريقيا                                         |
|  | ت ع م+04:00 | توقيت موريشيوس، توقيت سيشل                                                        |

توقيت شرق أفريقيا واختصارا (بالإنجليزية: East africa time)‏ وهو الوقت الذي يستخدم في منطقة شرق أفريقيا. وهذه المنطقة تسبق التوقيت العالمي بثلاثة ساعات (UTC +3) وهو التوقيت الذي تستخدمه موسكو والذي تستخدمه دول أوروبا الشرقية في فترة الصيف.
وكون هذه المنطقة يقع معظمها عند خط الاستواء ففارق التوقيت بين فصلي الصيف والشتاء قليل جدا، مما يجعل استخدام نظام التوقيت الصيفي بلا جدوى.
وتستخدم الدول التالية توقيت شرق أفريقيا:
- جزر القمر
- جيبوتي
- إرتريا
- إثيوبيا
- كينيا
- مدغشقر
- الصومال
- تنزانيا
- أوغندا
- جنوب السودان